# Annie Clark (actrice)
Annie Clark, née le 4 juin 1992, est une actrice canadienne. Elle est connue pour avoir interprété le personnage de Fiona Coyne dans la série télévisée Degrassi : La Nouvelle Génération,.

## Filmographie
| Année     | Titre                                    | Rôle                 |
| --------- | ---------------------------------------- | -------------------- |
| 2008      | Roxy Hunter and the Secret of the Shaman | Une ado              |
| 2009      | The Listener                             | La fille dans le lit |
| 2009–2013 | Degrassi : La Nouvelle Génération        | Fiona Coyne          |
| 2009      | Indie à tout prix                        | Forest Greenwood     |
| 2010      | Degrassi Takes Manhattan                 | Fiona Coyne          |
| 2013      | Solo                                     | Gillian              |
| 2014      | Teen Lust                                | Denise               |
| 2014      | Semi-Famous                              | Rosie Wayy-Patrick   |
| 2014      | Not With My Daughter                     | Abby Eco             |
| 2018      | The New Romantic                         | Claire               |
| 2023      | L'amour et ses astuces (Love Hacks)      | Sam Caldwell         |